# Алексей V Дука
Алексей V Дука Мурзуфл (греч. Αλέξιος Ε' Δούκας Μούρτζουφλος; умер в декабре 1205) — византийский император с 5 февраля по 12 апреля 1204 года.
Алексей был провозглашён императором после падения правящей династии Ангелов, но вскоре он проиграл войну крестоносцам, которые основали в разгромленном Константинополе Латинскую империю.

## Биография

### Жизнь до прихода к власти
Алексей происходил из знатной византийской семьи Дуков и был родственником правящей династии Ангелов через дочь императора Алексея III Евдокию Ангелину Комнину. Носил прозвище «Мурзуфл» (греч. Μούρτζουφλος — «насупленный»), которое ему было дано за густые брови, сросшиеся на переносице. Ко времени Четвёртого крестового похода он достиг высокой придворной должности протовестиария, которая давала ему право неограниченного доступа в императорские покои.

### Правление и смерть

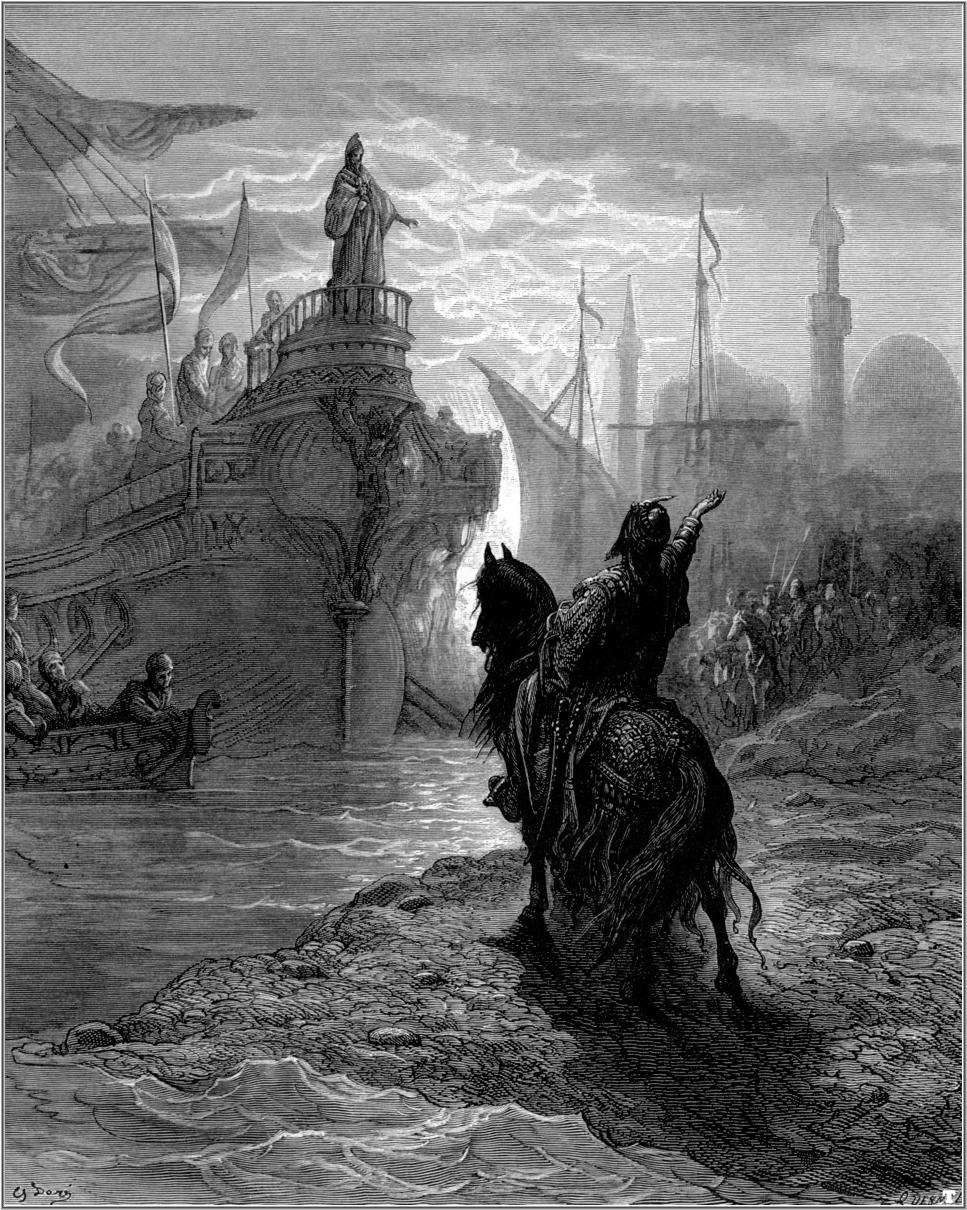
Гюстав Доре Алексей V Мурзуфл ведёт переговоры с Энрико Дандоло

После свержения императора Исаака II Ангела и восхождения на престол Алексея III, сыну Исаака Алексею IV удалось бежать на корабле в Италию. Из Италии он отправился в Германию ко двору короля Филиппа Швабского, женатого на Ирине, сестре бежавшего Алексея IV. Царевич попросил у папы и у Филиппа помощь, чтобы вернуть византийский престол ослеплённому отцу Исааку. Ему удалось направить крестоносцев не в Египет, а на Константинополь. Крестоносцы в 1203 году захватили город и после низложения Алексея III восстановили на престоле Исаака и сделали его сына Алексея соправителем. После этого крестоносцы остановились около Константинополя, ожидая от Исаака и Алексея выплаты денег.
Однако Ангелы выплатили лишь половину условленной суммы — 100 тысяч серебряных марок. Была опустошена вся императорская казна. После этого Исаак попытался обложить жителей Константинополя экстраординарным налогом, но это вызвало их сопротивление. В результате обострились отношения между императорами и крестоносцами, но Алексей IV Ангел не решился выступить против них, как того требовали жители столицы.
Это был человек хитрый и в то же время весьма самонадеянный, полагавший всю правительственную мудрость в скрытности и рассчитывавший при помощи её к общему изумлению вдруг явиться со временем, в веках отдалённой будущности, благодетелем своего отечества, в силу того правила, что, как он говорил, царю следует действовать не опрометчиво и безрассчётно, но осмотрительно и неторопливо. Такого образа мыслей он держался как по своему собственному убеждению, полагая, что он сам знает всё, что нужно, и что его одного станет на все дела, так равным образом по советам своего призрачного сотрудника, тестя своего Филокалия.
25 января 1204 года синклит, собравшийся в Софийском соборе, низложил Алексея IV, опиравшегося на поддержку крестоносцев, но неспособного заплатить наёмникам. Началось противостояние между населением и крестоносцами, флот которых стоял под стенами города. Алексей IV хотел спасти собственную власть, впустив рыцарей непосредственно внутрь Константинополя, и поручил миссию переговорщика Мурзуфлу. Мурзуфл, начав самостоятельную игру, объявил гвардии об изменнических планах императора, организовал её неповиновение Алексею IV, а когда тот обратился к Мурзуфлу за защитой — обманом заточил в подземелье. Алексей IV и его отец Исаак II Ангел были убиты в заключении уже после восшествия Мурзуфла на трон.
28 января собрание жителей провозгласило императором Николая Канаву, но знать отказалась признавать его; во время переговоров Мурзуфл арестовал Николая и 5 февраля принял императорский сан. Алексей Мурзуфл, считая себя в силах дать отпор крестоносцам, ввёл новые налоги на содержание войска и «предложил» рыцарям уйти с миром. Получив отказ, он организовал нападения на отряды Генриха Фландрского, однако наёмное войско византийцев проиграло битву и потеряло палладиум — древнее знамя Византии. Неудачными оказались и попытки византийцев сжечь неприятельский флот.
Понимая слабость греков, Энрико Дандоло и его войско пошли на штурм против численно превосходящего противника. 9 апреля 1204 года морской десант занял первую линию крепостных укреплений. Вечером 12 апреля Алексей V бежал из города. Столичная знать в ночь на 13 апреля провозгласила новым императором Константина Ласкариса, но уже ничто не могло спасти Константинополь и в этот же день, столица Византии была окончательна взята крестоносцами. Наёмная гвардия сложила оружие без боя. Город был разграблен, а 16 мая 1204 года на трон вступил католик Балдуин I Фландрский. Мурзуфл, в поисках союзников, обратился к низложенному в 1203 году Алексею III, но тот ослепил Мурзуфла, а в 1205 году его казнили крестоносцы — за убийство Алексея IV. Свергнутый император был сброшен ими с колонны Феодосия.